# HIP 91258 b
 (janvier 2015).
HIP 91258 b est une planète extrasolaire (exoplanète) confirmée en orbite autour de l'étoile HIP 91258.
Détectée par la méthode spectroscopique des vitesses radiales, sa découverte, annoncée en 2013, a été confirmée par la NASA le 6 décembre 2013.